# Eddie Cantor
Eddie Cantor, geboren als Isidore Itzkowitz (New York, 31 januari 1892 – Beverly Hills, 10 oktober 1964), was een Amerikaanse vertolker, komiek, danser, zanger, vaudeville-acteur, acteur en songwriter. Deze 'apostel van Pep', die bekend was bij het radio-, film- en vroege televisiepubliek van Broadway, werd door miljoenen bijna als een familielid beschouwd omdat zijn best beoordeelde radioshows intieme verhalen en grappige anekdotes onthulden over zijn vrouw Ida en zijn vijf dochters. Enkele van zijn hits waren Makin' Whoopee, Ida (Sweet as Apple Cider), If You Knew Susie, Ma! He's Making Eyes at Me, Mandy, My Baby Just Cares for Me, Margie en How Ya Gonna Keep 'em Down on the Farm (After They've Seen Paree)?. Hij schreef ook een paar nummers, waaronder Merrily We Roll Along, het cartoonthema van Merrie Melodies van Warner Bros.
Zijn oogrollende zang-en-dans-routines leidden uiteindelijk tot zijn bijnaam Banjo Eyes. In 1933 karikaturiseerde kunstenaar Frederick J. Garner Cantor met grote ronde ogen die op de trommelachtige pot van een banjo leken. Cantors ogen werden zijn handelsmerk, vaak overdreven in illustraties, wat leidde tot zijn verschijning op Broadway in de musical Banjo Eyes (1941).
Zijn liefdadigheids- en humanitaire werk was uitgebreid en hij hielp bij de ontwikkeling van March of Dimes. Cantor werd in 1956 bekroond met een ere-Oscar voor uitstekende diensten aan de filmindustrie.

## Biografie

### Vroege leven
Rapporten en verslagen van het vroege leven van Cantor zijn vaak in strijd met elkaar. Hij werd geboren als zoon van amateurviolist Mechel Iskowitz (ook Michael) en zijn vrouw Meta Kantrowitz Iskowitz (ook Maite), een jong Joods stel uit Rusland. Het is algemeen aanvaard dat hij werd geboren in 1892, hoewel de dag onderwerp van discussie is, met ofwel 31 januari of Rosj Hasjana, dat op 10 september of 11 september was. Hoewel werd gemeld dat Cantor een wees was, zijn moeder stierf in het kraambed en zijn vader had een longontsteking, zeggen officiële documenten iets anders. Meta stierf in juli 1894 aan complicaties van tuberculose en het lot van Mechel is onduidelijk, aangezien er geen overlijdensakte van hem bestaat. 
Er is ook discrepantie over zijn naam. Zowel zijn autobiografie uit 1957 als de overlijdensadvertentie van The New York Times voor Cantor, vermeldden zijn geboortenaam als Isidore Iskowitch, maar artikelen die na de 20e eeuw werden gepubliceerd, vermelden zijn geboortenaam als Edward Israel Itzkowitz. Zijn grootmoeder Esther Kantrowitz (overleden 29 januari 1917) nam de voogdij over hem, en noemde hem Izzy en Itchik, beide verkleinwoorden voor Isidor, en zijn achternaam, als gevolg van een schrijffout, werd verondersteld Kantrowitz te zijn en ingekort naar Kanter. Er bestond voor hem geen geboorteakte, niet ongebruikelijk voor iemand die in de 19e eeuw in New York werd geboren.

### Toneel
In zijn vroege tienerjaren begon Cantor talentenjachten te winnen in lokale theaters en begon hij op het podium te verschijnen. Een van zijn vroegste betaalde banen was een dubbele functie als ober en artiest en zong hij voor fooien in Carey Walsh's Coney Island saloon, waar een jonge Jimmy Durante hem begeleidde op piano. Hij maakte in 1907 zijn eerste publieke optreden in vaudeville in de Clinton Music Hall in New York. In 1912 was hij de enige artiest ouder dan 20 die verscheen in Kid Kabaret van Gus Edwards, waar hij zijn eerste blackface-personage Jefferson creëerde. Later toerde hij met Al Lee als het team Cantor en Lee. Kritische lof van die show trok de aandacht van Broadways topproducent Florenz Ziegfeld, die Cantor een plek gaf in de Ziegfeld rooftop post-show Midnight Frolic (1917).
Een jaar later maakte Cantor zijn Broadwaydebuut in de Ziegfeld Follies van 1917. Hij bleef in de Follies tot 1927, een periode die beschouwd werd als de beste jaren van de langlopende revue. Gedurende een aantal jaren speelde Cantor mee in een act met komiek Bert Williams, beiden in blackface. Cantor speelde de zoon van Williams. Andere co-sterren met Cantor tijdens zijn tijd in de Follies waren Will Rogers, Marilyn Miller, Fanny Brice en W.C. Fields. Hij werd beroemd in boekmusicals, te beginnen met Kid Boots (1923) en Whoopee! (1928). Op tournee met Banjo Eyes had hij een romance met de onbekende Jacqueline Susann, die een kleine rol speelde in de show en die de bestsellerauteur van Valley of the Dolls werd. De succesvolle Broadway-reeks van Banjo eyes werd afgebroken toen Cantor een grote hartaanval kreeg, de eerste van een aantal die zijn latere jaren zou beheersen.

## Radio en opnamen

### Radio
Cantors verschijning met Rudy Vallee bij Vallees The Fleischmann's Yeast Hour op 5 februari 1931 leidde tot een vier weken durende repetitie met The Chase and Sanborn Hour. Als vervanger van Maurice Chevalier, die terugkeerde naar Parijs, voegde Cantor zich op 13 september 1931 bij Chase and Sanborn. Deze serie van een uur op zondagavond bracht Cantor samen met omroeper Jimmy Wallington en violist Dave Rubinoff. De show vestigde Cantor als een toonaangevende komiek en zijn scenarioschrijver David Freedman als de kapitein van de komedie. Het team van Freedman bestond onder meer uit Samuel 'Doc' Kurtzman, die ook schreef voor Al Jolson en de komiek Jack Benny. 
Cantor werd al snel 's werelds best betaalde radioster. Zijn shows begonnen met een menigte die scandeerde: We willen Can-tor! We willen Can-tor!, een zin waarvan wordt gezegd dat het zijn oorsprong vond in vaudeville, toen het publiek scandeerde om een act op het affiche voor Cantor te verwijderen. Het themalied One Hour with You van Cantor was zijn eigen tekst op het lied van Leo Robin/Richard Whiting. Zijn radiopartners waren Bert Gordon (strip Barney Gorodetsky, AKA The Mad Russian) en Harry Parke (beter bekend als Parkyakarkus). Cantor ontdekte en begeleidde ook de carrière van zangeres Dinah Shore, die in 1940 voor het eerst in zijn radioshow verscheen, evenals andere artiesten, waaronder Deanna Durbin, Bobby Breen in 1936 en Eddie Fisher in 1949.
Als indicatie van zijn effect op het grote publiek stemde hij er in november 1934 mee in om een nieuw lied te introduceren van de songwriters J. Fred Coots en Haven Gillespie dat andere bekende artiesten hadden afgewezen als dom en kinderachtig. Het lied Santa Claus Is Comin' to Town had de volgende dag onmiddellijk bestellingen voor 100.000 exemplaren van bladmuziek. Er werden dat jaar met Kerstmis 400.000 exemplaren verkocht.
Zijn NBC-radioprogramma Time to Smile werd uitgezonden van 1940 tot 1946, gevolgd door zijn Pabst Blue Ribbon Show van 1946 tot 1949. Hij diende in 1949-1950 ook als emcee van Take It or Leave It en presenteerde tijdens het seizoen 1952-1953 een wekelijks diskjockey-programma voor Philip Morris. Naast film en radio nam Cantor op voor Hit of the Week Records, dan weer voor Columbia Records, voor Banner Records en Decca Records en verschillende kleine labels.
Zijn grote politieke betrokkenheid begon al vroeg in zijn carrière, waaronder zijn deelname aan de staking in 1919 om Actors Equity op te richten, wat de woede van vaderfiguur en producent Florenz Ziegfeld opwekte. Op de Wereldtentoonstelling van 1939 in New York veroordeelde Cantor publiekelijk de antisemitische radio-persoonlijkheid pater Charles Coughlin en hij werd vervolgens gedropt door zijn radiosponsor Camel-sigaretten. Anderhalf jaar later kon Cantor terugkeren 'in the air' dankzij de hulp van zijn vriend Jack Benny.

### Opnamen
Cantor begon in 1917 met het maken van grammofoonplaten en nam zowel komische liedjes en routines als populaire liedjes van de dag op, eerst voor Victor, daarna voor Aeoleon-Vocalion Records, Pathé en Emerson. Van 1921 tot 1925 had hij een exclusief contract met Columbia Records en keerde hij voor de rest van het decennium terug naar Victor.
Cantor was een van de meest succesvolle entertainers van het tijdperk, maar de beurscrash van 1929 ontnam hem zijn status van multimiljonair en bezorgde hem een diepe schuldenlast. Cantors niet-aflatende aandacht voor zijn eigen inkomsten om de armoede te vermijden die hij kende toen hij opgroeide, zorgde ervoor dat hij zijn schrijftalent gebruikte en snel een nieuwe bankrekening opbouwde met zijn zeer populaire, bestverkochte boeken Caught Short! A Saga of Wailing Wall Street in 1929 A.C. (na de crash) en Yoo-Hoo, Prosperity! met humor en cartoons over zijn ervaringen.
Cantor was ook een componist en zijn beroemdste lied werd zelden aan hem toegeschreven. In 1935, samen met Charles Tobias (Ida's broer) en Murray Mencher, schreef Cantor Merrily We Roll Along. Het werd aangepast als het themalied voor de Merrie Melodies-tekenfilmreeks, gedistribueerd door Warner Brothers Pictures tussen 1936 en 1964. Cantor zelf werd vaak gekarikaturiseerd in Warner-tekenfilms uit die periode.

## Film en televisie
Cantor maakte ook tal van filmoptredens. Hij was in de jaren 1920 eerder verschenen in een aantal korte films, waar hij zijn Follies-liedjes en komedie-routines uitvoerde en in twee stomme speelfilms (Special Delivery en Kid Boots). Hij kreeg de hoofdrol aangeboden in The Jazz Singer nadat deze werd afgewezen door George Jessel. Cantor wees de rol ook af (waardoor hij naar Al Jolson ging), maar hij werd in 1930 een leidende Hollywood-ster met de filmversie van Whoopee!, opgenomen in tweekleuren Technicolor. Hij bleef de volgende twee decennia films maken tot zijn laatste hoofdrol in If You Knew Susie (1948). Van 1950 tot 1954 was Cantor een vaste gastheer in de televisieserie The Colgate Comedy Hour.
Op 25 mei 1944 presenteerde het pionierstelevisiestation WPTZ (nu KYW-TV) in Philadelphia een speciale uitzending met alle sterren, die ook in New York te zien was via WNBT (nu WNBC) en met opnamen uit hun Rockefeller Center-studio's. Cantor, een van de eerste grote sterren die ermee instemde om op televisie te verschijnen, zou We're Havin' a Baby, My Baby and Me zingen. Cantor arriveerde kort voor zendtijd in de studio's in New York en kreeg naar verluidt te horen dat hij het nummer moest knippen omdat de censuur van NBC New York sommige van de teksten te gewaagd vond. Cantor weigerde en beweerde geen tijd te hebben om een alternatief nummer voor te bereiden. NBC gaf toe, maar het geluid werd afgebroken en het beeld vervaagde op bepaalde regels in het nummer. Dit wordt beschouwd als het eerste geval van televisiecensuur.
In 1950 werd hij de eerste van verschillende presentatoren die afwisselden in de NBC-televisieserie The Colgate Comedy Hour, waarin hij muzikale acts, toneel- en filmsterren zou introduceren en stripfiguren zou spelen zoals Maxie the Taxi. 
In het voorjaar van 1952 belandde Cantor in een onwaarschijnlijke controverse toen een jonge Sammy Davis jr. optrad als gastartiest. Cantor omhelsde Davis en veegde Davis' voorhoofd af met zijn zakdoek na zijn optreden. Toen bezorgde sponsors NBC ertoe brachten de show te annuleren, was Cantors reactie om Davis nog twee weken te boeken. 
Cantor kreeg een hartaanval na een Colgate-uitzending in september 1952 en daarna beperkte hij zijn optredens tot zijn laatste programma in 1954. In 1955 verscheen hij in een gefilmde serie voor syndicatie en een jaar later verscheen hij in de twee dramatische rollen George Has A Birthday bij Matinee Theater van NBC uitgezonden in kleur, en Size.man and Son bij Playhouse 90 van CBS. Hij bleef als gast verschijnen in verschillende shows en werd voor het laatst gezien op 22 januari 1960 in de NBC-uitzending in kleur van The Future Lies Ahead , waarin ook Mort Sahl te zien was.

### Animatie
Cantor verscheen in karikatuurvorm in tal van Looney Tunes-cartoons geproduceerd voor Warner Bros., hoewel hij vaak werd vertolkt door een imitator, te beginnen met I Like Mountain Music (1933). Andere geanimeerde Cantor-cameo's omvatten Shuffle Off to Buffalo (Harman-Ising, 1933) en Billboard Frolics (Friz Freleng, 1935). Eddie Cantor was een van de vier sterren (samen met Bing Crosby, Al Jolson en Jack Benny) die door Elmer Fudd in What's Up, Doc? (Bob McKimson, 1950) werden terechtgewezen. Verder speelde hij in Farm Frolics (Bob Clampett, 1941), Slap-Happy Pappy (Clampett, 1940), Baby Bottleneck (Clampett, 1946), Circus Today (Tex Avery, 1940), Merrie Melodies, Porky's Naughty Nephew (Clampett, 1938) en Mother Goose Goes Hollywood (Wilfred Jackson, 1938) als Little Jack Horner, die Sing a Song of Sixpence zingt.

## Boeken en marketing
De populariteit van Cantor leidde tot merchandising van producten zoals Eddie Cantors Tell It to the Judge-game van Parker Brothers. In 1933 publiceerden Brown en Bigelow een reeks van 12 Eddie Cantor-karikaturen van Frederick J. Garner. De reclamekaarten werden in bulk ingekocht door onder meer autoschadeherstelbedrijven, begrafenisondernemers, tandtechnische laboratoria en groothandels in groenten. Met de volledige reeks konden bedrijven een jaar lang elke maand een enkele Cantor-kaart naar hun geselecteerde speciale klanten sturen als een doorlopende promotie. Cantor werd vaak gekarikaturiseerd op de omslagen van bladmuziek en in tijdschriften en kranten. Cantor werd afgebeeld als een ballon in de Macy's Thanksgiving Day Parade, een van de weinige ballonnen gebaseerd op een echt persoon.
Naast Caught Short! schreef of co-schreef Cantor ten minste zeven andere boeken, waaronder boekjes uitgegeven door de toen nog jonge firma Simon & Schuster, met de naam van Cantor op de omslag. Klanten betaalden een dollar en ontvingen het boekje met een cent in de harde kaft. Ze verkochten goed en H.L. Mencken beweerde dat de boeken meer deden om Amerika uit de Grote Depressie te halen dan alle overheidsmaatregelen bij elkaar.

## Activisme en filantropie
Cantor was de tweede president van de Screen Actors Guild en diende van 1933 tot 1935.
Hij bedacht de titel The March of Dimes voor de donatiecampagnes van de National Foundation for Infantile Paralysis, die werd georganiseerd om polio te bestrijden. Het was een persiflage op de destijds populaire bioscoopjournaals van The March of Time. Hij begon de eerste campagne in zijn radioshow in januari 1938, waarbij hij luisteraars vroeg een dubbeltje naar president Franklin D. Roosevelt te posten. In die tijd was Roosevelt het meest opvallende Amerikaanse slachtoffer van polio. Andere entertainers deden via hun eigen shows mee aan de oproep en de postkamer van het Witte Huis werd overspoeld met 2.680.000 dubbeltjes - destijds een groot bedrag.
Cantor nam ook een gesproken inleiding op bij een Decca-opname uit 1938 van Alexander's Ragtime Band door Bing Crosby en Connee Boswell, waarin hij de luisteraar bedankte voor het kopen van de plaat, die de National Foundation for Infantile Paralysis steunde. Die plaat bereikte nummer 1 in de hitlijsten, hoewel Cantor er niet op zong. Cantor, een levenslange democraat, steunde Adlai Stevenson tijdens de presidentsverkiezingen van 1952.

## Eerbetuigingen
Cantor werd geprofileerd in This Is Your Life, een programma waarin een nietsvermoedend persoon (meestal een beroemdheid) live op televisie wordt verrast door gastheer Ralph Edwards, met een eerbetoon van een half uur. Cantor was de enige proefpersoon die van tevoren over de verrassing werd verteld; hij was herstellende van een hartaanval en men was bang dat de schok hem zou kunnen schaden.
Op 29 oktober 1995, als onderdeel van een landelijke viering van de 75ste verjaardag van de radio, werd Cantor postuum opgenomen in de Radio Hall of Fame in het Museum of Broadcasting Communication in Chicago.
Er was een karikatuur van Eddie Cantor in The Comedy Store en knipperende lichten erop markeerden het einde van de audities voor komieken.
In een poging om het kassucces van The Jolson Story te dupliceren, filmde Warner Bros. de big-budget Technicolor-speelfilm The Eddie Cantor Story (1953). De film vond een publiek, maar had het misschien beter gedaan met iemand anders in de hoofdrol. Acteur Keefe Brasselle speelde Cantor als een karikatuur met dialoog onder hoge druk en uitpuilende ogen; het feit dat Brasselle aanzienlijk groter was dan Cantor vertoonde geen realisme. Eddie en Ida Cantor waren te zien in een korte proloog en epiloog in een projectieruimte, waar ze Brasselle in actie zagen.
De Colgate Comedy Hour-shows waren waarschijnlijk de beste samenvatting van Cantors carrière. Heruitgegeven op dvd als Eddie Cantor in Person, is de aflevering van een uur een virtuele video-autobiografie, waarin Eddie zijn carrière vertelt, zijn grootste hits zingt en zijn zanger-kelner-dagen herschept met een andere vaudeville-legende, zijn oude vriend Jimmy Durante .
Cantor verschijnt in de serie Boardwalk Empire als een terugkerend personage, gespeeld door Stephen DeRosa.

## Privéleven en overlijden
Cantor nam de voornaam Eddie aan toen hij zijn toekomstige vrouw Ida Tobias in 1913 ontmoette, omdat ze vond dat Izzy niet de juiste naam was voor een acteur. Cantor en Ida (1892-1962) trouwden op 6 juni 1914. Ze kregen vijf dochters - Marjorie (1915-1959), Natalie (1916-1997), Edna (1919-2003), Marilyn (1921-2010) en Janet (1927-2018). Natalies tweede echtgenoot was de in Frankrijk geboren Amerikaanse acteur Robert Clary, die vooral bekend werd door zijn rol als korporaal Louis LeBeau in Hogan's Heroes. Janet trouwde met de acteur Roberto Gari.
Na de dood van hun dochter Marjorie op 44-jarige leeftijd ging de gezondheid van Eddie en Ida snel achteruit. Ida overleed op 9 augustus 1962 op 70-jarige leeftijd aan hartinsufficiëntie en Eddie overleed op 10 oktober 1964 in Beverly Hills, Californië na zijn tweede hartaanval op 72-jarige leeftijd. Hij is begraven op Hillside Memorial Park Cemetery, een joodse begraafplaats in Culver City, Californië.

## Filmografie
- 1923: A Few Moments with Eddie Cantor, Star of 'Kid Boots' (DeForest Phonofilm sound-on-film, korte film), als zichzelf
- 1926: Kid Boots, als Samuel (Kid) Boots
- 1927: Special Delivery, als Eddie Beagle – de postbode
- 1929: That Party in Person (kort), als Eddie Cantor
- 1929: A Ziegfeld Midnight Frolic (kort), als zichzelf
- 1929: Glorifying the American Girl, als Eddie Cantor – optreden in Revue Scenes
- 1930: Insurance (kort), als Sidney B. Zwieback
- 1930: Getting a Ticket (kort), als zichzelf
- 1930: Whoopee!, als Henry Williams
- 1931: Palmy Days, als Eddie Simpson
- 1932: Talking Screen Snapshots (korte documentaire), als zichzelf
- 1932: The Kid from Spain, als Eddie Williams
- 1933: Roman Scandals, als Eddie / Oedipus
- 1934: The Hollywood Gad-About (korte documentaire), als zichzelf (niet vermeld)
- 1934: Kid Millions, als Eddie Wilson jr.
- 1936: Strike Me Pink, als Eddie Pink
- 1937: Ali Baba Goes to Town, als Ali Baba
- 1937: The March of Time Volume IV, Issue 5 (korte documentaire), als zichzelf
- 1940: Forty Little Mothers, als Gilbert Jordan Thompson
- 1943: Thank Your Lucky Stars, als Eddie Cantor / Joe Simpson
- 1944: Show Business (ook producent), als Eddie Martin
- 1944: Hollywood Canteen, als zichzelf
- 1945: Screen Snapshots: Radio Shows (kort), als Eddie – The Eddie Cantor Program
- 1946: American Creed (kort), als zichzelf
- 1947: Meet Mr. Mischief (kort, verschijnt op poster), als Face on Station Program Poster (niet vermeld)
- 1948: If You Knew Susie, als Sam Parker
- 1949: Screen Snapshots: Hollywood's Happy Homes (korte documentaire), als zichzelf
- 1952: The Story of Will Rogers, als zichzelf
- 1952: Screen Snapshots: Memorial to Al Jolson (korte documentaire), als zichzelf
- 1953: The Eddie Cantor Story, cameo-optreden en zangstemnasynchronisatie voor Keefe Brasselle